# Siim-Sander Vene
Siim-Sander Vene, né le 12 novembre 1990, à Tartu, en République socialiste soviétique d'Estonie, est un joueur estonien de basket-ball. Il évolue au poste d'ailier.

## Biographie
En décembre 2018, Vene quitte le Baloncesto Fuenlabrada, avec lequel il a joué une seule rencontre, et rejoint le CB Gran Canaria.
En septembre 2021, Vene s'engage au Limoges Cercle Saint-Pierre, club français de première division. Il vient pallier l'absence sur blessure d'Assane Ndoye et son contrat finit fin novembre,.

## Palmarès
- Champion de Lituanie 2014, 2015, 2016
- Coupe de Lituanie 2013, 2015
- Champion de Lettonie : 2013